# 1805 en Italie
Chronologie de l'Italie
- 1801
- 1802
- 1803
- 1804
- 1805
- 1806
- 1807
- 1808
- 1809

## Événements
- 17 mars : la République italienne devient le royaume d’Italie. Le contrôle français devient plus direct. Napoléon devient roi d’Italie. Eugène de Beauharnais est nommé vice-roi d’Italie (7 juin)[1].
- 18 mars : la principauté de Lucques et Piombino est confiée par décret par Napoléon à sa sœur la princesse Élisa Bonaparte[2].
- 26 mai : couronnement de Napoléon Ier comme roi d'Italie à Milan[3].

- 30 juin : la Ligurie est annexée à la France et divisée en trois départements[4].
- 21 juillet :  le duché de Parme et Plaisance est réuni à la France[5]. Peu après Parme et sa région se soulèvent contre les impôts et la conscription.

- 10 septembre : le roi de Naples, réfugié en Sicile, adhère à la coalition contre la France[6].
- 25 septembre : alors que les troupes françaises sont alignées sur le Rhin[7], les Autrichiens se concentrent en Italie, dans le Tyrol et sur le Danube pour bloquer l'accès à Vienne.

- 18 octobre : victoire française sur l’Autriche de Masséna à la bataille de Vérone[8].
- 30 octobre : victoire française sur l’Autriche à la bataille de Caldiero (Masséna)[8].
- 6 décembre : une révolte contre la conscription éclate à Castel San Giovanni et se répand parmi les paysans des Apennins de la province de Plaisance, jusqu'à Bobbio, qui tombe le 3 janvier 1806, puis dans le Parmesan[9].
- 26 décembre : traité de Presbourg, fin de la Troisième Coalition. L'Autriche perd la Vénétie, l'Istrie et la Dalmatie qui sont incorporées au royaume d'Italie[10].
- 27 décembre : Napoléon Ier détrône les Bourbons de Naples et nomme son frère Joseph roi de Naples le 30 mars suivant. Il lui donne les forces nécessaires pour conquérir son royaume[11].

## Naissances en 1805
- 22 juin : Giuseppe Mazzini, révolutionnaire et patriote, fervent républicain et combattant pour la réalisation de l'unité italienne, un temps en exil à Marseille. († 10 mars 1852)
- 5 juillet : Léon de Saint-Lubin, violoniste et compositeur. († 13 février 1850)
- 8 juillet : Luigi Ricci, compositeur d'opéra. († 31 décembre 1859)
- 27 juillet : Luigi Felice Rossi, compositeur, professeur de musique, musicologue et théoricien de la musique, connu pour ses compositions de musique sacrée. († 20 juin 1863)
- 28 juillet : Giuditta Grisi, chanteuse lyrique (mezzo-soprano). († 1er mai 1840)
- 1er novembre : Alessandro Nini, compositeur. († 27 décembre 1880)

## Décès en 1805
- 28 mai : Luigi Boccherini, 62 ans, violoncelliste et compositeur de la période classique. (° 19 février 1743).
- 25 août : Giambattista Varesco, 69 ans, abbé, musicien, poète et librettiste de Wolfgang Amadeus Mozart. (° 26 novembre 1735).
- 31 août : Joseph Abaco, 95 ans, violoncelliste et compositeur belge  de la période classique d'origine italienne. (° 27 mars 1710).
- 18 décembre : Gennaro Astarita, compositeur, principalement d'opéras. (° v. 1745).